# Івар Стуколкін
Івар Стуколкін  (ісп. Ivar Stukolkin, 13 серпня 1960) — радянський плавець, олімпійський чемпіон.

## Виступи на Олімпіадах
| Олімпіада   | Дисципліна                            | Місце     |
| ----------- | ------------------------------------- | --------- |
| Москва 1980 | плавання на 200 метрів вільним стилем | 2 h3 r1/2 |
| Москва 1980 | плавання на 400 метрів вільним стилем | 3         |
| Москва 1980 | естафета 4 × 200 вільним стилем       | 1         |